# École internationale bilingue du Haut-Lac

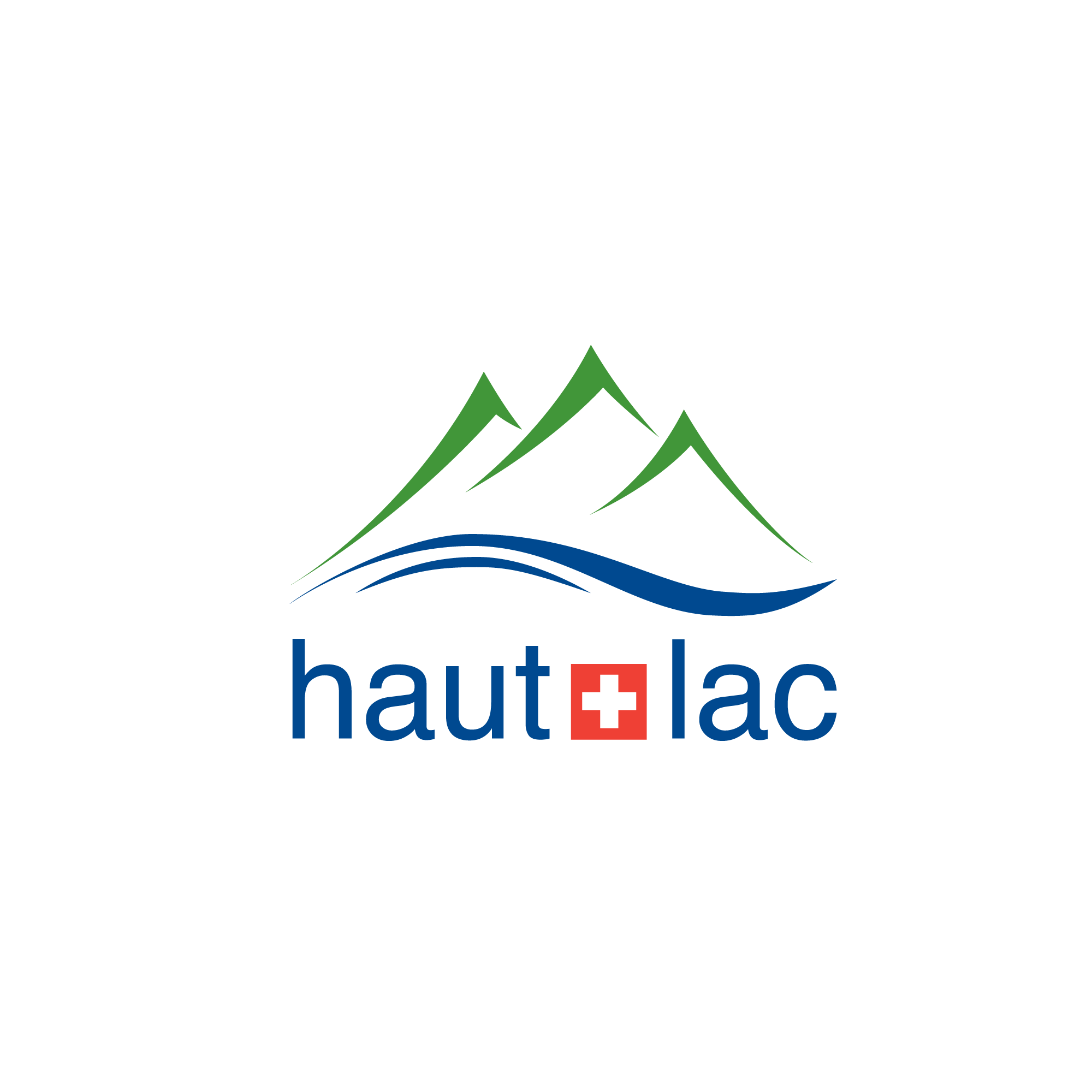
Logo de l'école

L'École Internationale Bilingue du Haut-Lac est une école internationale mixte accueillant des élèves de l'âge de 3 ans jusqu'à 18 ans située à Saint-Légier-La Chiésaz, dans le Canton de Vaud en Suisse. Elle a été fondée en 1993 et se situait à l'origine à Vevey. Environ 45 nationalités différentes sont représentées au sein des élèves et l'école affirme favoriser l'apprentissage et la sensibilisation interculturelle.
Haut-Lac offre une instruction académique bilingue en anglais et en français.

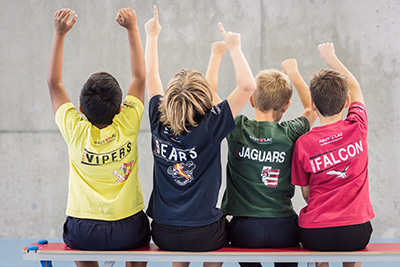
T-shirts des maisons à Haut-Lac

## Histoire
L'école a été fondée à Vevey en 1997 dans le but de garantir à des élèves venant du monde entier et résidant temporairement ou définitivement dans la région une éducation ouverte sur le monde. Depuis, l'école est passée de 13 à 650 élèves. En 2002, l'école a reçu l'autorisation d'enseigner le Programme d'Éducation Intermédiaire de l'Organisation du baccalauréat international.[pas clair]
Le campus de l'école secondaire a déménagé dans le village de Saint-Légier-La Chiésaz en 2003. En 2014, un nouveau campus pour les élèves des classes enfantines et primaires a été achevé à proximité, ainsi qu'une crèche pour les enfants âgés de 18 mois à 3 ans qui a été installée dans les locaux de l'école enfantine d'origine à Vevey.[réf. souhaitée]
Les étudiants des classes de 3e primaire à la 5e année de PEI sont équipés chacun d'une tablette iPad,.
A la rentrée scolaire 2022-2023 l'école a accueilli ses premiers élèves en internat dans les locaux du forum Emmaüs situés à 500 mètres de l'école. 

## Accréditation

### Suisse
L'école avec les programmes qu'elle propose dans les sections du Primaire et du premier cycle du secondaire, est officiellement reconnue par le Canton de Vaud comme une école privée. L'école est également membre de l'AVDEP . 

### Internationale
Elle est entièrement autorisée par l'Organisation du baccalauréat international à enseigner les programmes du diplôme et des cycles du secondaire (y compris l'évaluation en ligne).

## Campus de l'école secondaire

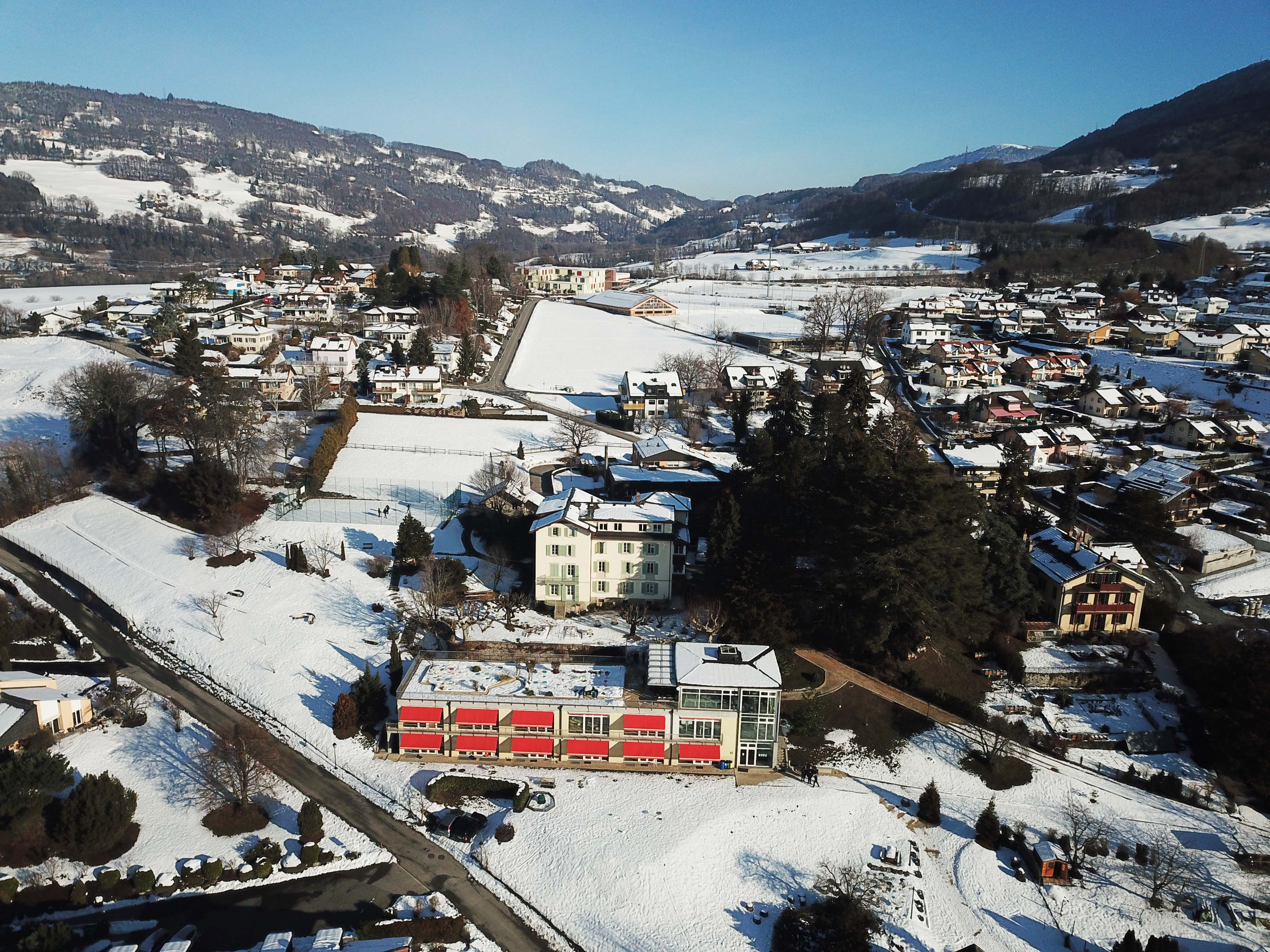
Campus Roches Grises

Le campus de l'école secondaire a déménagé de Vevey au village de Saint-Légier-La Chiésaz en 2003. A la rentrée scolaire 2022, l'école a ouvert un internat dans les locaux de Forum Emmaüs situé tout près. 

## Campus de l'école primaire

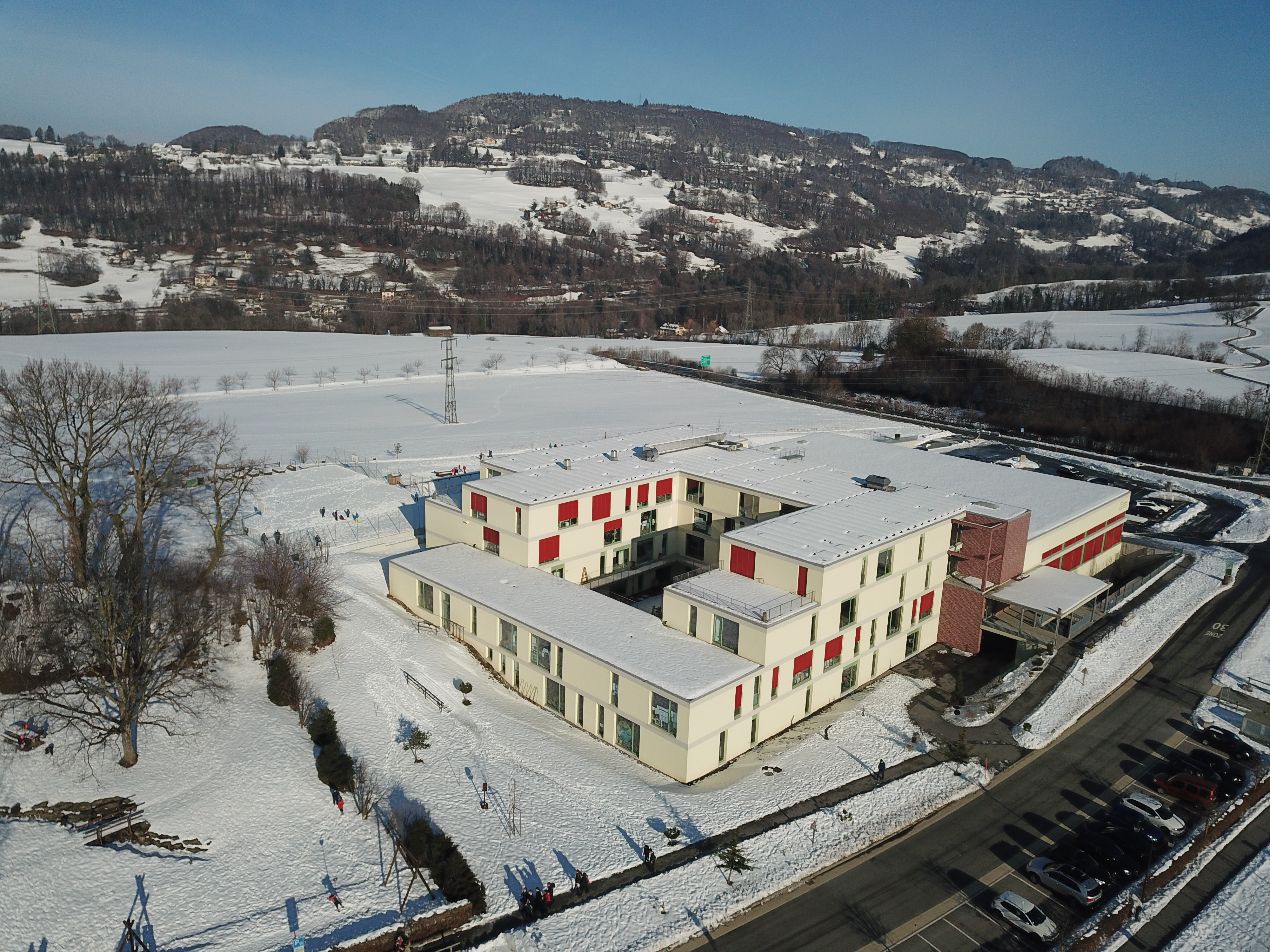
École primaire

En 2014, l'école a ouvert un nouveau campus pour les élèves des classes enfantines et primaires à proximité des locaux du campus de l'école secondaire. Il est certifié Minergie.

## Crèche
La crèche des Marronniers fait partie de l'École Internationale Bilingue du Haut-Lac et a été créée en 2014[réf. nécessaire].